# Phelsuma nigristriata
Phelsuma nigristriata es una especie de saurópsido escamado de la familia Gekkonidae.
Es endémico de Mayotte.
Se encuentra amenazada por la pérdida de su hábitat natural.